# Lynde Blok
Hazel Lynde Blok (Canada, 4 juli 1950 - Tonden, 14 juli 2010) was een Nederlandse politicus voor D66.
Blok studeerde criminologie aan de Universiteit Leiden. Zij begon haar politieke loopbaan als gemeenteraadslid in Oegstgeest. Ook is zij voorzitter van de D66-afdeling van Den Haag geweest. Voordat zij in 1991 benoemd werd tot gedeputeerde van Zuid-Holland was zij van 1982 tot 1987 lid van Provinciale Staten van Zuid-Holland. Op het moment van haar benoeming tot gedeputeerde was zij adviseur voor arbeidsmanagement bij Rijkswaterstaat. Binnen het college van Gedeputeerde Staten was Blok belast met natuur, recreatie, landinrichting, agrarische zaken en toezicht Gemeentefinanciën. Tijdens haar deputeerdeschap werd begonnen met de realisatie van het Bentwoud bij Zoetermeer. In 1996 werd zij benoemd tot burgemeester van het Gelderse Brummen. Vanwege gezondheidsredenen werd ze daar vanaf juli 2002 vervangen door Wim Kozijn als waarnemend burgemeester. In 2004 moest ze vanwege die gezondheidsredenen haar functie neerleggen.
Blok was naast burgemeester eveneens lid van de Raad voor het Landelijk Gebied , voorzitter van Omroep Gelderland en voorzitter van de stichting Recreatie Toervaart Nederland. In januari 2004 werd zij benoemd tot Ridder in de Orde van Oranje-Nassau.